# Ludwik Halpert

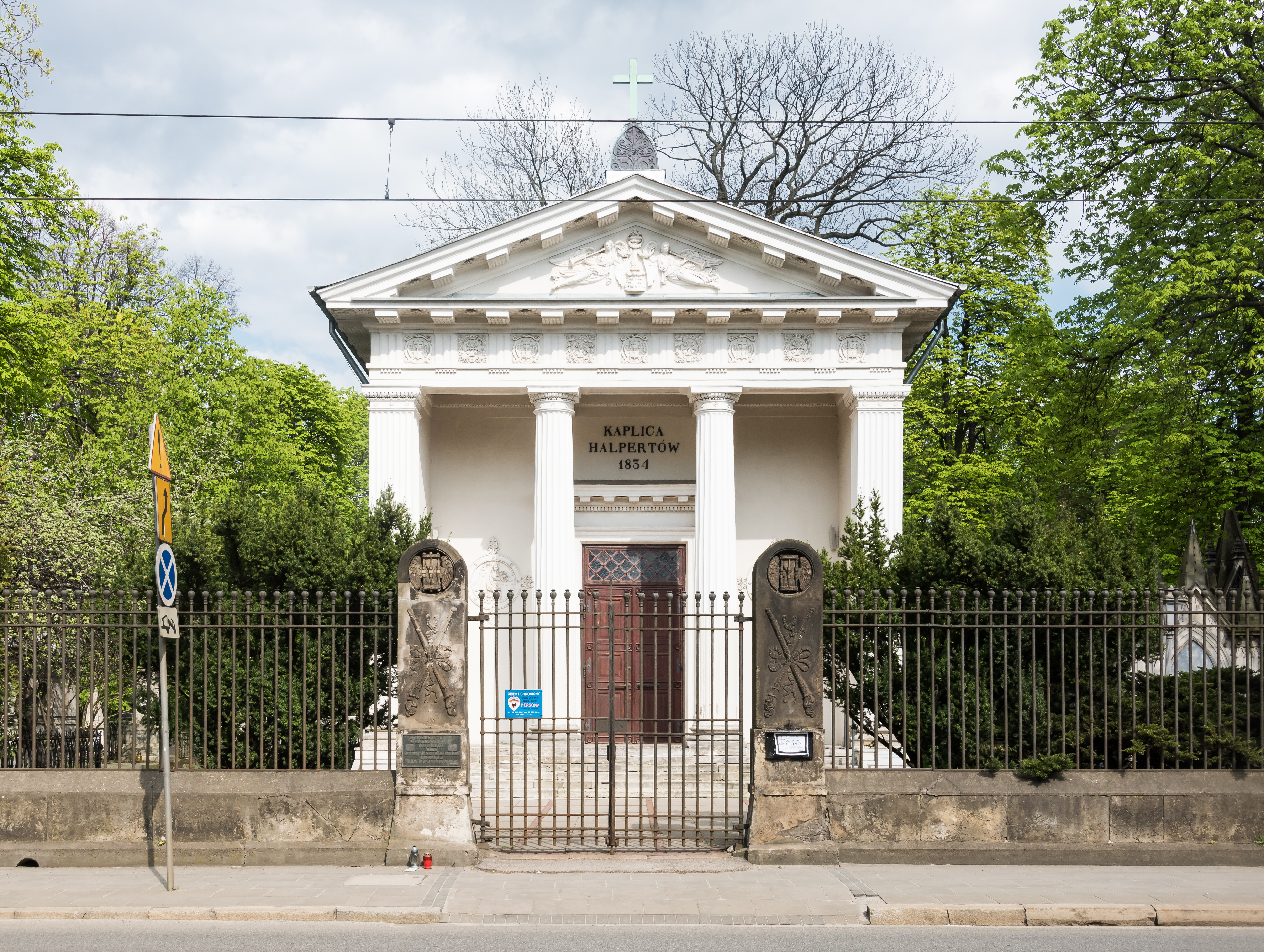
Grób rodziny Halpertów na cmentarzu ewangelicko-augsburskim w Warszawie

Ludwik Halpert (ur. w 1806 w Warszawie, zm. 29 lutego 1880 tamże) – polski bankier i urzędnik żydowskiego pochodzenia.

## Życiorys
Urodził się jako syn bankiera Salomona (1773-1832) i Anny Günzburg. Z zawodu był bankierem. Pełnił funkcję członka Komisji Umorzenia Długu Krajowego. Był prezydującym w Radzie Szczegółowej Domu Zdrowia. W 1864 został obdarzony szlachectwem dziedzicznym Królestwa Polskiego z herbem Halpert.
Był żonaty z Julią Parisot (1806−1870), z którą miał siedmioro dzieci: Tytusa Wilhelma (1833−1889, urzędnika), Marię (1835−1903), Ludwikę (1836−1913), Feliksa Jakuba (1840−1891, bankiera), Zofię Olgę (ur. 1841), Henryka Ludwika (1843−1891) i Annę (1844−1930).
Został pochowany w mauzoleum rodzinnym (kaplicy Halpertów) na cmentarzu ewangelicko-augsburskim w Warszawie.